# 360 Ball
360 Ball – gra podobna do squasha, tyle że ściany, od których odbija się piłkę w squashu, zostały zastąpione przez gumową sferę, wokół której ustawiono plastikowy murek (strefę rykoszetu) w centrum okrągłego boiska.

## Zasady
W 360 Ball gra się pojedynczo lub parami (debel). Zasady są bardzo zbliżone do squasha, punkty zdobywa się, jeśli przeciwnik:
- nie odbije piłki przed kozłem na powierzchni boiska,
- nie trafi w centralną gumową strefę,
- wrzuci piłkę do gumowej centralnej strefy, ale ona się stamtąd nie wydostanie.

Zawodnik może dowolną ilość razy odbić piłkę od ścian okalających boisko, zarówno przed, jak i po odbiciu od trampoliny. Każdy zawodnik może uderzyć piłkę dwa razy (oprócz serwowania, wtedy dozwolone jest tylko jedno uderzenie). Uderzenia nazywane są „wystawą” i „atakiem”. Serwis odbywa się ze specjalnie oznaczonych miejsc przy ścianach boiska, są 4 takie miejsca oddalone o 90° od siebie, zawodnicy przeciwnych drużyn są ustawieni naprzeciwko siebie i osoba serwująca musi wprowadzić piłkę do gry poprzez pojedyncze uderzenie, które doprowadzi do kontaktu gumowej piłki z trampoliną. Traci punkt drużyna, która popełni błąd. Set wygrywa drużyna/osoba, która zdobędzie jako pierwsza 21 punktów przy przewadze dwóch punktów nad przeciwnikiem. Mecz wygrywa osoba, która wygra trzy sety; niektóre turnieje dopuszczają inną liczbę wygranych setów (jeden, trzy lub pięć).

## Boisko, wymiary, sprzęt
Boisko ma średnicę 9,2 metra, trampolina 1,5 metra, a ze strefą rykoszetu 2,5 metra. Powierzchnia boiska nie jest ściśle określona, dopuszcza się trawę, piasek, ale najczęściej spotyka się powierzchnie syntetyczne. Trampolina, strefa rykoszetu i piłki muszą być licencjonowane przez producentów i pomysłodawców gry, aby uznać ją za oficjalny mecz w tej dyscyplinie. Rakiety mają trochę inną charakterystykę niż te do squasha, ale z powodzeniem można je nimi zastąpić. Boisko może być otoczone ścianką z pleksiglasu, wtedy jej wysokość wynosi 2,5 metra. Stosowane są także siatki lub w ogóle nie stosuje się żadnej osłony, zwłaszcza podczas meczów na plaży.

## Historia
W latach 80. dwaj bracia Mark i John Collins, zamieszkali w Nathan Midlands w Republice Południowej Afryki, umilali sobie czas, odbijając piłkę od gumowej trampoliny. Po przeprowadzce braci gra mocno się zmieniła, co doprowadziło do budowy pierwszego boiska w kwietniu 2010  w Knysnie, gdzie udoskonalili grę dzięki pomocy Nelsona das Fontesa, Gavina Hobsona i Roba Hilla. Ukoronowaniem tej pracy była nagroda ISPO BrandNew Awards w Monachium (jest to prestiżowa nagroda dla najlepszych przedsiębiorstw typu startup).

## Występowanie
Na chwilę obecną zarejestrowane są 4 federacje: hiszpańska, francuska, południowoafrykańska i holenderska.

### Hiszpania
Na chwilę obecną istnieje 6 związków okręgowych: Murcja, Andaluzja, Kastylia i León, Katalonia, Baleary i okręg centralny Madryt.